# Новоіванівська сільська рада (Генічеський район)
Новоіва́нівська сільська́ ра́да — адміністративно-територіальна одиниця та орган місцевого самоврядування в Генічеському районі Херсонської області. Адміністративний центр — село Новоіванівка.

## Загальні відомості
Новоіванівська сільська рада утворена в 1923 році.
- Територія ради: 41,838 км²
- Населення ради: 440 осіб (станом на 2001 рік)

## Населені пункти
Сільській раді підпорядковані населені пункти:
- с. Новоіванівка
- с. Пробудження

## Склад ради
Рада складається з 14 депутатів та голови.
- Голова ради: Лавринчук Тетяна Анатоліївна
- Секретар ради: Андрєєва Олена Василівна

### Керівний склад попередніх скликань
| Прізвище, ім'я, по батькові  | Основні відомості                                                 | Дата обрання | Дата звільнення |
| ---------------------------- | ----------------------------------------------------------------- | ------------ | --------------- |
| Пузанова Тетяна Миколаївна   | Сільський голова, 1953 року народження                            | 26.03.2006   | 31.10.2010      |
| Лавринчук Тетяна Анатоліївна | Сільський голова, 1966 року народження, освіта вища, позапартійна | 31.10.2010   |                 |

Примітка: таблиця складена за даними сайту Верховної Ради України

### Депутати
За результатами місцевих виборів 2010 року депутатами ради стали:

#### За суб'єктами висування
| Суб'єкт висування | Кількість обраних депутатів | %    |
| ----------------- | --------------------------- | ---- |
| Партія регіонів   | 9                           | 64,3 |
| Народна партія    | 3                           | 21,4 |
| Самовисування     | 2                           | 14,3 |

#### За округами
| № округу        | Прізвище, ім'я, по батькові    | Дата визнання обраним | Освіта             | Партійна приналежність | Відомості про обраного депутата                           |
| --------------- | ------------------------------ | --------------------- | ------------------ | ---------------------- | --------------------------------------------------------- |
| Народна Партія  |                                |                       |                    |                        |                                                           |
| 6               | Безпятчук Тетяна Олександрівна | 01.11.2010            | вища               | член Народної партії   | Новоіванівська загальноосвітня школа, вчитель математики  |
| 11              | Хоміч Олександр Тихонович      | 01.11.2010            | середня            | член Народної партії   | Новоіванівський дитячий садок «Зернятко», охоронець       |
| 12              | Андрєєва Олена Василівна       | 01.11.2010            | середня спеціальна | член Народної партії   | Новоіванівська сільська рада, секретар                    |
| Партія регіонів |                                |                       |                    |                        |                                                           |
| 1               | Клименко Сергій Валентинович   | 01.11.2010            | середня            | член Партії регіонів   | Фермерське господарство «Клименко С. В.», керівник        |
| 2               | Гопенюк Петро Михайлович       | 01.11.2010            | середня            | член Партії регіонів   | тимчасово не працює                                       |
| 3               | Стеценко Світлана Сасилівна    | 01.11.2010            | середня            | позапартійна           | тимчасово не працює                                       |
| 4               | Гераймович Світлана Федорівна  | 01.11.2010            | середня            | позапартійна           | тимчасово не працює                                       |
| 5               | Булгакова Наталія Анатоліївна  | 01.11.2010            | середня            | член Партії регіонів   | Новоіванівська загальноосвітня школа, вчитель             |
| 8               | Жехаренко Анатолій Миколайович | 01.11.2010            | середня спеціальна | член Партії регіонів   | Новоіванівська загальноосвітня школа, робітник            |
| 9               | Трушик Микола Іванович         | 01.11.2010            | середня            | позапартійний          | тимчасово не працює                                       |
| 10              | Пеньков Олександр Валерійович  | 01.11.2010            | середня            | позапартійний          | Фермерське господарство «Пеньков О. В.», керівник         |
| 14              | Трушик Валентина Іванівна      | 01.11.2010            | середня            | член Партії регіонів   | Відділення зв'язку, листоноша                             |
| Самовисування   |                                |                       |                    |                        |                                                           |
| 7               | Замашнюк Олена Миколаївна      | 01.11.2010            | середня спеціальна | позапартійна           | Новоіванівський фельдшерсько-акушерський пункт, медсестра |
| 13              | Аметова Рахіма Ахмедівна       | 01.11.2010            | середня спеціальна | позапартійна           | Новоіванівський дитячий садок «Зернятко», завідувачка     |